# دیوار بزرگ گرگان

نقشه‌ای از مسیر دیوار

دیوار بزرگ گرگان یا دیوار سرخ (به انگلیسی: Great wall in Gorgan) که در متون قدیمی با نام مار سرخ نیز نامیده شده است دیواری تاریخی است که از کنار دریای مازندران در ناحیه گمیشان آغاز شده و تا کوه‌های گلیداغ در شمال شرق کلاله ادامه می‌یافته است. هم‌اکنون تقریباً تمام این دیوار از میان رفته است و تنها بخش‌های کوچکی از آن که در زیر خاک مدفون مانده، باقی است. دیوار تاریخی گرگان پس از دیوار چین (به طول شش هزار کیلومتر)، بزرگ‌ترین دیوار دفاعی جهان است. این دیوار عظیم تاریخی که ۲۰۰ کیلومتر طول دارد در ۲۹ تیرماه سال ۱۳۷۸ به ثبت ملی رسیده است.
عکس این دیوار نخستین بار توسط اریک اشمیت باستان‌شناس آمریکایی ثبت شد. آقای اشمیت باستان‌شناس آمریکایی که با هواپیمای خود در سالهای ۱۳۱۵و ۱۳۱۶ از نقاط باستانی ایران عکاسی می‌کرد، در منطقه گرگان دیوار قرمز رنگی را دید که از سمت دریای خزر به طرف کوه‌های گلیداغ امتداد دارد. او از این دیوار عکس گرفت و این عکس‌ها سندی برای تحقیقات باستان شناسان ایرانی و خارجی بر این دیوار شد.

## نام
این دیوار از آنجا که این دیوار در جنوب دهستان (در ترکمنستان کنونی) و شمال گمیشان آغاز می‌شده و از نزدیکی گرگان و رود گرگان نیز می‌گذشته به این اسامی نیز نامبردار گشته است. بعدها مسلمان با تفکر ذوالقرنین دانستن اسکندر مقدونی، این بنا را دیوار بزرگ اسکندر نامیده و ساخته او دانستند. همچنین محمد بن نجیب بکران در جهان‌نامه نام این دیوار را تجنبار نوشته و آرنه باستان‌شناس سوئدی نیز در تپه‌های باستانی دشت گرگان به این نام اشاره دارد. همچنین در متون قدیمی با نام مار سرخ نیز نامیده شده است.

## ساخت و تاریخچه
قدمت این دیوار که از آجرهای گلی سرخ رنگ ساخته شده به دوره ساسانیان بازمی‌گردد. یک تیم باستان‌شناسی مرکب از محققان ایرانی و بریتانیایی موفق شده‌اند تاریخ احداث آنرا سده ۵ یا ۶ میلادی تعیین کنند. پادشاهان ساسانی که با امپراتوری روم شرقی جنگ‌های مداومی داشتند از سوی شمال نیز با تهدید قوم هون (Hun) و دیگر اقوام شمالی رو به رو بودند؛ بنابراین دیوار می‌توانست محل رخنه این اقوام را به داخل ایران در فواصل کوهستان‌های قفقاز و خط ساحلی دریای مازندران ببندد. پیروز پادشاه ساسانی، در سال‌های ۴۵۹ تا ۴۸۴ میلادی زمانی که با هون‌های سفید (هپتالی‌ها) نبرد می‌کرد مدتی را به‌طور متناوب در منطقه گرگان گذرانده است؛ بنابراین احتمالاً او یا پادشاه ساسانی دیگری (قبل یا بعد از او) برای محافظت از دشت حاصل خیز گرگان در برابر هون‌ها، این دیوار را ساخته است.
بیشتر تاریخ‌نگاران براین باورند انوشیروان ساسانی این دیوار را بنا نهاده؛ اما گردیزی در زین الخبار آغاز بنای آن را به یزدگرد اول و اتمام آن را به انوشیروان نسبت می‌دهد. مارکوارت نیز در شهرستان‌های ایران به ساخت این دیوار توسط یزدگرد و بنای شهر دهستان توسط نرسی اشکانی و کمش تپه توسط آژی‌دهاک اشاره می‌کند. سعید نفیسی هم در تاریخ تمدن ایران ساسانی از تعمیر آن توسط مازیار فرمانروای طبرستان خبر می‌دهد.
چراغعلی اعظمی سنگسری در این باره آورده است: تمیشه (طمیشه-طمیش) شهری بود در جوار غربی خندقی که به امر اسپهبد فرخان برای بازداشتن تُرکان از هجوم به قلمرو او حفر شده بود. ابن فقیه در ذکر تمیشه و دربند آن در البلدان نوشته است:
«نخستین شهر گرگان از سوی طبرستان، طمیش است که بر سامان (قلمرو) گرگان است  و دروازه‌ای کلان دارد که هیچ‌یک از طبرستانیان نتوانند از آن جای بیرون آیند و به گرگان شوند (این به آن معنی است که شهری در گرگان زمین بوده نه در طبرستان)، جز از همین دروازه؛ زیرا دیواری از آجر و آهک از کوه تا دل دریا کشیده شده است. آن دیوار را خسرو انوشیروان (۵۳۱_۵۷۸ میلادی) ساخت تا جلوی ترک و غارتگران سرزمین تبرستان را بگیرد ، در طمیش خلق بسیار هستند…»
و هم در بلدان آمده است که بلاذری گفته طبرستان را هشت خوره است. از آنها خوره ساری و آمل و … ارم خواست بالا و ارم خواست پائین و مهروان و اصفهبدان و نامیه و طمیش و … میان نامیه و ساریه و طمیش بیست فرسنگ است.
بسیاری از کارشناسان براین باورند دیوار تاریخی گرگان هم‌زمان با دیوار چین ساخته شده و هر دوی این بناها برای مقابله با گروهی از مهاجمان به نام هپتالها که از شمال وارد می‌شده‌اند ساخته شده است.
ابن اسفندیار، پدر تاریخ مازندران و نویسنده کتاب تاریخ طبرستان، و رابینو، نویسنده فرنگی دوره قاجاریه، در کتاب‌های خود احداث این دیوار را به فرخان بزرگ که از سلسله دابویگان تبرستان بود نامبرده‌اند.
اتفاق نظر است که این دیوار برای پیشگیری از تاخت و تاز قبایل صحراگرد بنا شده بود؛ ابن خردادبه در مسالک و الممالک از تصرف این دیوار به‌دست صول (چول) پادشاه ترکان می‌نویسد و ثعالبی نیز در غرور ملوک فرس و سیرهم نام دیوار را دربند صول یا دروازه صول می‌نویسد.
تحقیقات روی یکی از دژها یا سربازخانه‌های این دیوار دفاعی نشان می‌دهد که حداقل تا یک سده پس از ساخته شدن فعال بوده است و نشانه‌هایی از حضور سربازان در آن دیده می‌شود. اما بعد از آن به عللی متروک شده است. ازجمله دلایل متروک شدن این تأسیسات دفاعی می‌تواند نیاز به حضور سربازان بیشتر در نبرد با امپراتوری بیزانس یا مقاومت در برابر حمله اعراب بوده باشد.

## مکان

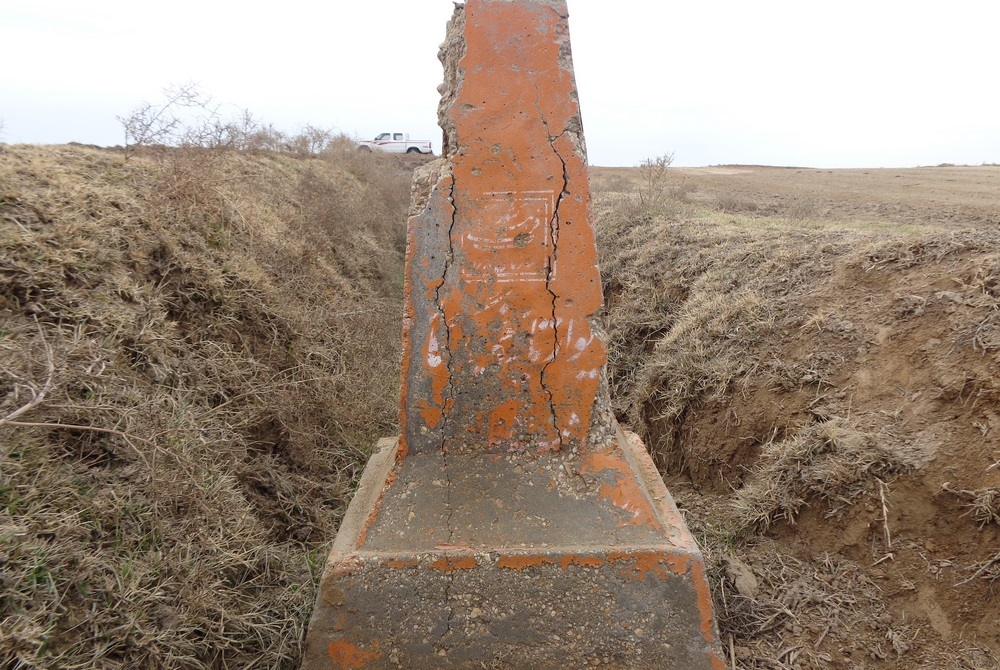
بقایای دیوار گرگان که زیر خاک مدفون شده.

دیوار بزرگ گرگان از ساحل کمش تپه در جنوب رود اترک و شمال بندر ترکمن آغاز می‌شود؛ اما انتهای آن به روشنی مشخص نیست. مصب رود گرگان، روستای خوجه لر، کوه‌های گلیداغ یا قله کوه علی‌آباد کتول.
در سال ۱۳۱۶، اریک اشمیت خلبانی آمریکایی که با هواپیمای خود از نقاط باستانی ایران عکاسی می‌کرد، در منطقه گرگان متوجه وجود دیوار قرمز رنگی شد که از سمت دریا به طرف کوه‌های پیش کمر می‌رود. عکس برداری‌های او اسناد مهمی را برای باستان شناسان بعدی برجای گذاشت. در سال۱۳۵۰، محمد یوسف کیانی باستان‌شناس ایرانی با انجام مطالعاتی طول دیوار را در حدود ۱۷۵ کیلومتر برآورد کرده بود.

## جنس و اندازه
ارقام گوناگونی دربارهٔ طول این دیوار وجود دارد، از پنج تا صد و هشتاد فرسنگ، که ممکن است به‌دلیل نابودی بخش‌هایی از دیوار و همچنین بریده بریده بودنش باشد. طول دقیق این دیوار مشخص نیست؛ در این مورد نجیب بکران به دیواری که از درگز تا سرخس ادامه می‌یابد اشاره کرده و می‌گوید «معلوم نیست آن هم خود از دیوار است یا آن خود، دیواری دیگر است…»
تا امروز، اندازه دیوار بزرگ گرگان را ۲۰۰ کیلومتر طول، ۱۰ متر پهنا و ۶ تا ۸ متر ارتفاع برآورد کرده‌اند. این دیوار دارای ۴۰ قلعه با مساحت‌های ۵ تا ۲۰ هکتار در طول مسیر و ۳ برج نظامی بوده است.
در مورد جنس دیوار نیز گفتار گوناگونی وجود دارد؛ بلاذری آن را از سنگ و سرب، ابن فقیه از آجر و آهک، ابن خردادبه از آجر و گچ، فردوسی از سنگ و گچ، ثعالبی از سنگ مرمر (بخشی از آن) و نجیب بکران از خشت پخته می‌نویسند. بخشی از دیوار که در روستای گوگجه (شمال کلاله) از زیر خاک بیرون آمده، از آجرهای بزرگ ساخته شده است.
بررسی‌های گروه باستان شناسان ایرانی و باستان شناسان دانشگاه‌های ادینبورگ و دورهام، نشان می‌دهد در ساخت این دیوار عظیم ده‌ها میلیون قالب آجر به کار رفته است. آنان شواهدی از تعداد زیادی کوره و کارگاه ساخت آجر در طول دیوار و در فواصل نزدیک به آن یافته‌اند که نشان دهنده کارگاه صنعتی بسیار بزرگ برای احداث این دیوار است.
طبق برآوردها، ۳۰ هزار سرباز می‌توانستند در طول دیوار مستقر شوند. باستان شناسان با نمونه برداری و آزمایش خاکسترها و زغال‌های بر جای مانده در کوره‌های آجرپزی، نشان دادند که قدمت دیوار به سده‌های پنج و ششم میلادی می‌رسد.

## آثار تاریخی
از دیوار بزرگ اسکندر در تعداد زیادی از نوشته‌های تاریخی یاد شده است. ازجمله آن‌ها؛
- ۲۵۰ هجری: بلاذری، فتوح البلدان
- ۲۹۰ هجری: ابن فقیه، البلدان
- ۳۰۰ هجری: ابن خردادبه، المسالک و الممالک
- ۳۷۲ هجری: حدود العالم من المشرق الی المغرب
- سده چهارم: فردوسی، شاهنامه
- سده پنجم: ثعالبی، غرر ملوک الفرس و سیرهم
- ۴۴۳ هجری: گردیزی، زین الاخبار
- سده پنجم: شهمردان بن ابی الخیر رازی، نزهت نامهٔ علائی
- ۶۰۵ هجری: محمد بن نجیب بکران، جهان‌نامه

## آثار معاصر
شماری از کتب تاریخدانان معاصر که دربارهٔ دیوار بزرگ گرگان نوشته‌اند؛
- مارکوارت در شهرستان‌های ایران
- رابینو در سفرنامه طبرستان و استرآباد
- رومن گیرشمن در ایران از آغاز اسلام تا ساسانیان
- سعید نفیسی در  تاریخ تمدن ایران ساسانی
- مسیح ذبیحی در استرآبادنامه
- اسدالله معینی در جغرافیای تاریخی گرگان و دشت
- امین گلی در تاریخ سیاسی و اجتماعی ترکمن‌ها
- لسترنج در سرزمین‌های خلافت شرقی

## اهمیت تاریخی
این دیوار از دیوار هادریان که توسط امپراتور هادریان در مرز انگلستان و اسکاتلند احداث شد طولانی‌تر و از بسیاری از بخش‌های دیوار چین، بیش از هزار سال کهن‌تر است. تصور می‌شود که این دیوار دومین دیوار بزرگ تاریخی جهان پس از دیوار بزرگ چین و بزرگ‌ترین دیوار آجری دنیا باشد. این دیوار همچنین طولانی‌ترین اثر تاریخی ایران است که طی ۹۰ سال ساخته شده است.
بررسیهای باستان‌شناسی نشان می‌دهد که مهندسی ایران و امپراتوری ساسانی به خوبی با مهندسی امپراتوری روم رقابت داشته یا حتی از آن پیشی گرفته است. بررسی‌های اخیر این دیوار، بینشی اروپایی مدار نسبت به تاریخ جهان را به چالش می‌گیرد.

## خط آهن گرگان به آسیای میانه
خط آهن گرگان به آسیای میانه بخشی از قسمت شمال و جنوب دیوار تاریخی گرگان را قطع می‌کند و این دیوار به دو نیم تقسیم می‌گردد و این مسیر ۳۸ کیلومتری پس از مستندنگاری و کاوش نجات بخشی، در شورای فنی مصوب شده و برای ایجاد خط ریلی استفاده می‌شود.